# Burwood (Nueva Gales del Sur)
Burwood es un suburbio de Sídney, en el estado de Nueva Gales del Sur, Australia. Se encuentra a 10 km al oeste del distrito financiero central de Sídney y es el centro administrativo del municipio de Burwood. Los habitantes de Burwood son conocidos coloquialmente como burwoodiens o burwooders.

## Historia
Las pruebas arqueológicas indican que hubo gente viviendo en la zona de Sídney durante al menos 11 000 años. Esta larga asociación había propiciado una relación armoniosa entre los habitantes autóctonos y su entorno, que se vio interrumpida por la llegada de los británicos en 1788. El deseo europeo de cultivar la tierra se vio favorecido por una epidemia de viruela que obligó a la población local, el clan Wangal, a alejarse de su fuente de alimento y de su conexión espiritual con la tierra.
El capitán Thomas Rowley (1748-1806) recibió una concesión de 260 acres (110 ha) en 1799, y llamó a su propiedad Burwood Farm en honor a Burwood Park, Inglaterra. Tras recibir más concesiones de tierras, su propiedad aumentó a 750 acres (300 ha). La concesión abarcaba desde Parramatta Road hasta donde hoy se encuentran Nicholson Street y The Boulevarde, y hacia el este, donde hoy se encuentra la estación de ferrocarril de Croydon. En esta propiedad criaba ovejas merinas.
La primera casa, Burwood Villa, se construyó en la zona en 1814, el mismo año en que empezó a circular una diligencia entre Sídney y Parramatta. Burwood se convirtió en un punto de parada a lo largo de la carretera y comenzó a desarrollarse un asentamiento. Uno de sus primeros residentes más destacados fue el Dr. John Dulhunty, un antiguo cirujano naval que fue nombrado Superintendente de Policía de la Colonia de Nueva Gales del Sur tras su llegada a Sídney procedente de Inglaterra en 1826. El Dr. Dulhunty se hizo famoso en la colonia por luchar contra una banda de bushrangers que atacó su residencia, Burwood House. Murió repentinamente en la casa en 1828, pero su hijo, Robert Dulhunty, pasó a convertirse en el fundador de la ciudad regional de Dubbo, en Nueva Gales del Sur.
Las subdivisiones de la zona de Burwood en la década de 1830 impulsaron el crecimiento de un pueblo y en 1855, cuando se inauguró la línea de ferrocarril, Burwood era una de las seis paradas iniciales de la ruta Sídney-Parramatta. El ferrocarril provocó un enorme crecimiento de la población. En 1874, la zona se convirtió en municipio.

## Demografía
En el censo de 2016, había 16 030 residentes en el suburbio de Burwood, un aumento significativo de 12 466 en 2011. Los ancestros más comunes reportados en Burwood fueron chino 45,1 %, inglés 7,0 %, australiano 5,3 %, indio 3,9 % y coreano 3,7 %. El 25,0 % de los residentes nacieron en Australia. Los otros países de nacimiento más comunes fueron China continental 34,5 %, India 3,8 %, Corea del Sur 3,4 %, Nepal 3,0 % y Hong Kong 2,8 %. En Burwood, el 20,1% de la gente sólo habla inglés en casa. Otras lenguas habladas en casa son el mandarín (34,0 %), el cantonés (11,7 %), el coreano (3,7 %), el nepalí (3,0 %) y el italiano (2,2 %). Las respuestas más comunes para la religión en Burwood fueron: «sin religión» (44,7 %), «católica» (15,5 %), «budismo» (9,3 %), «no declarado» (8,6 %) e «hinduismo» (6,4 %).

## Galería

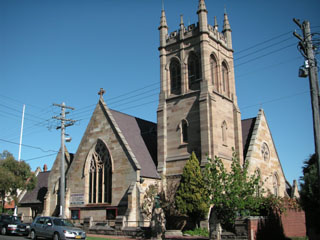
St Paul's Anglican Church, Burwood Road
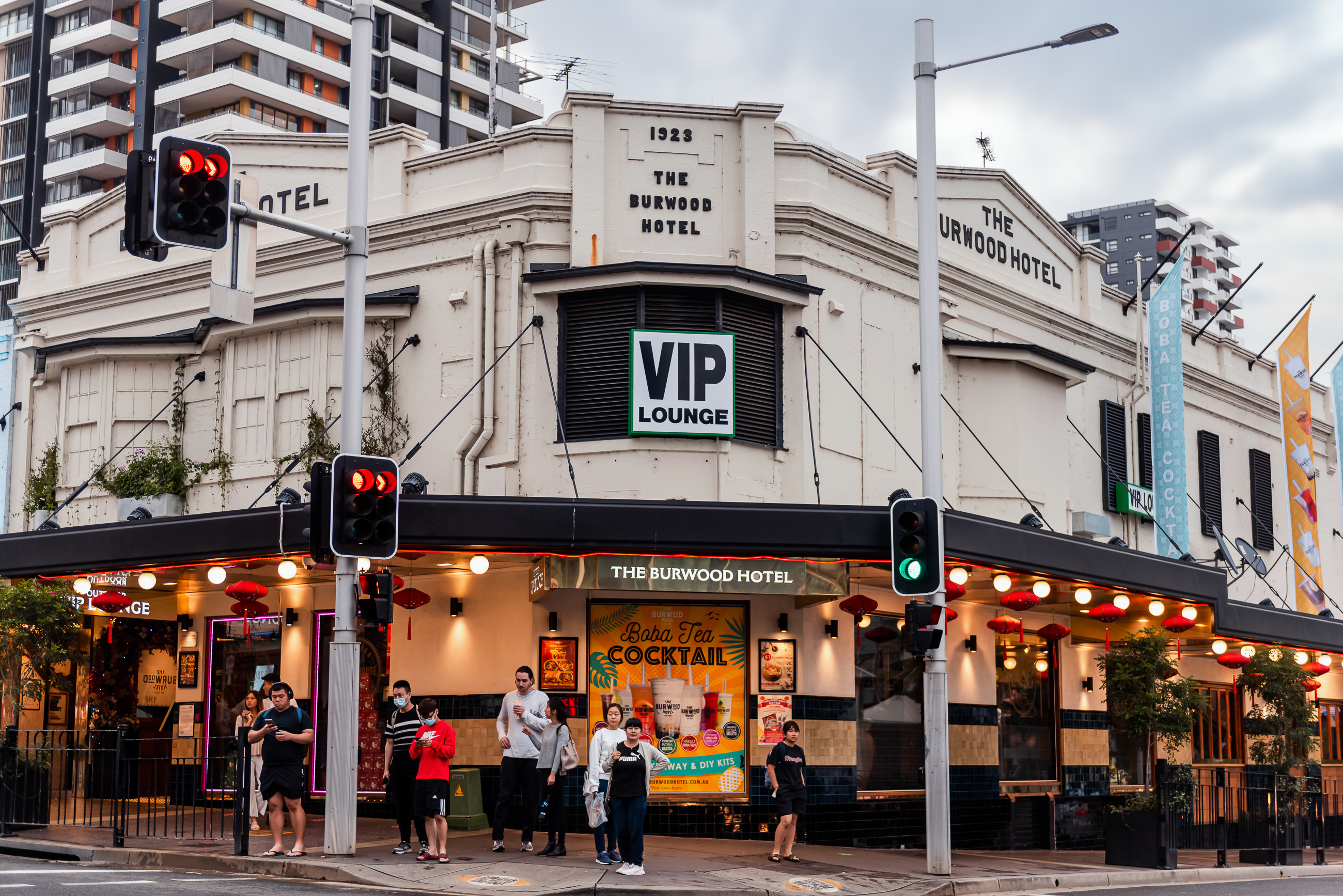
The Burwood Hotel, Burwood Road
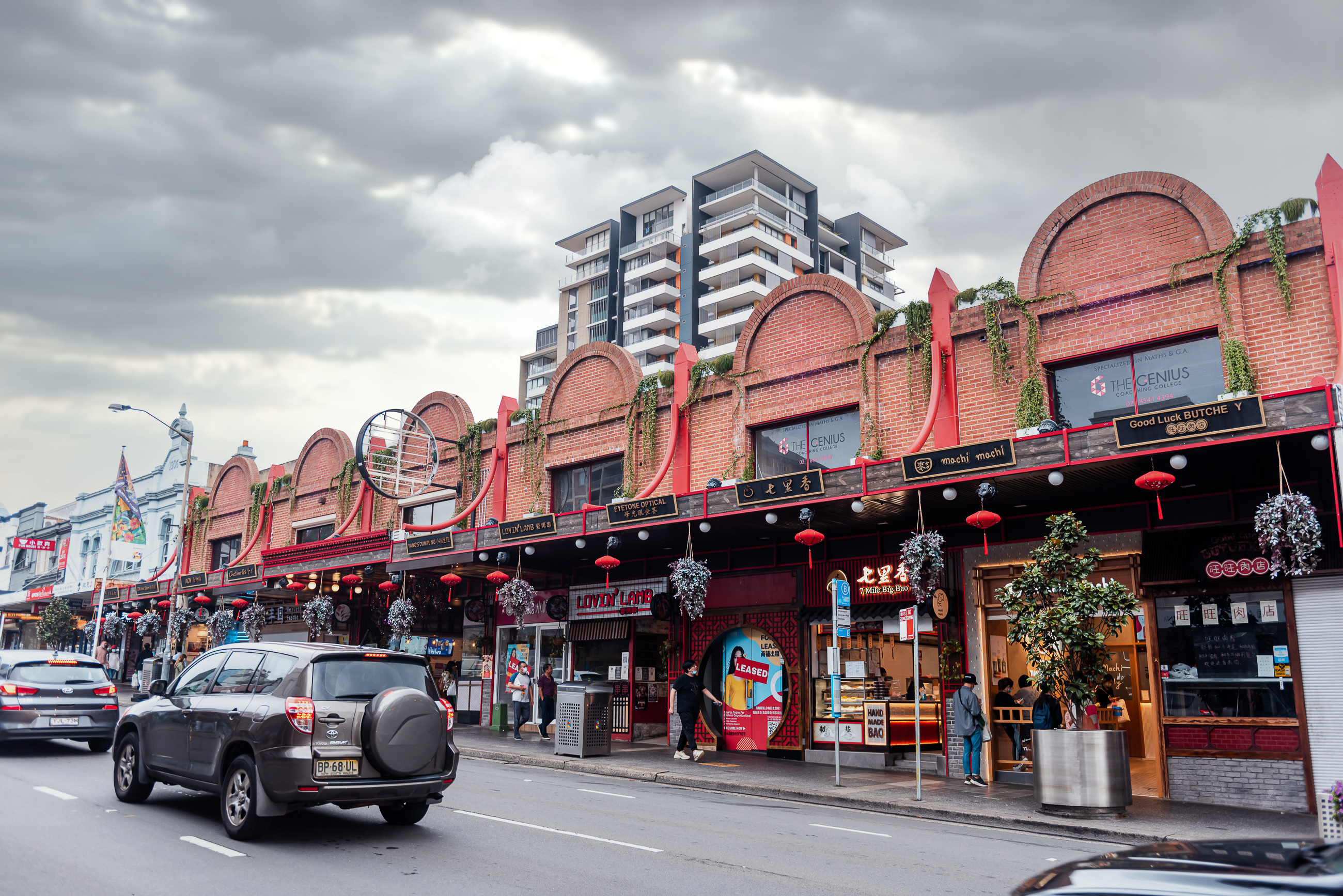
Burwood Chinatown, Burwood Road
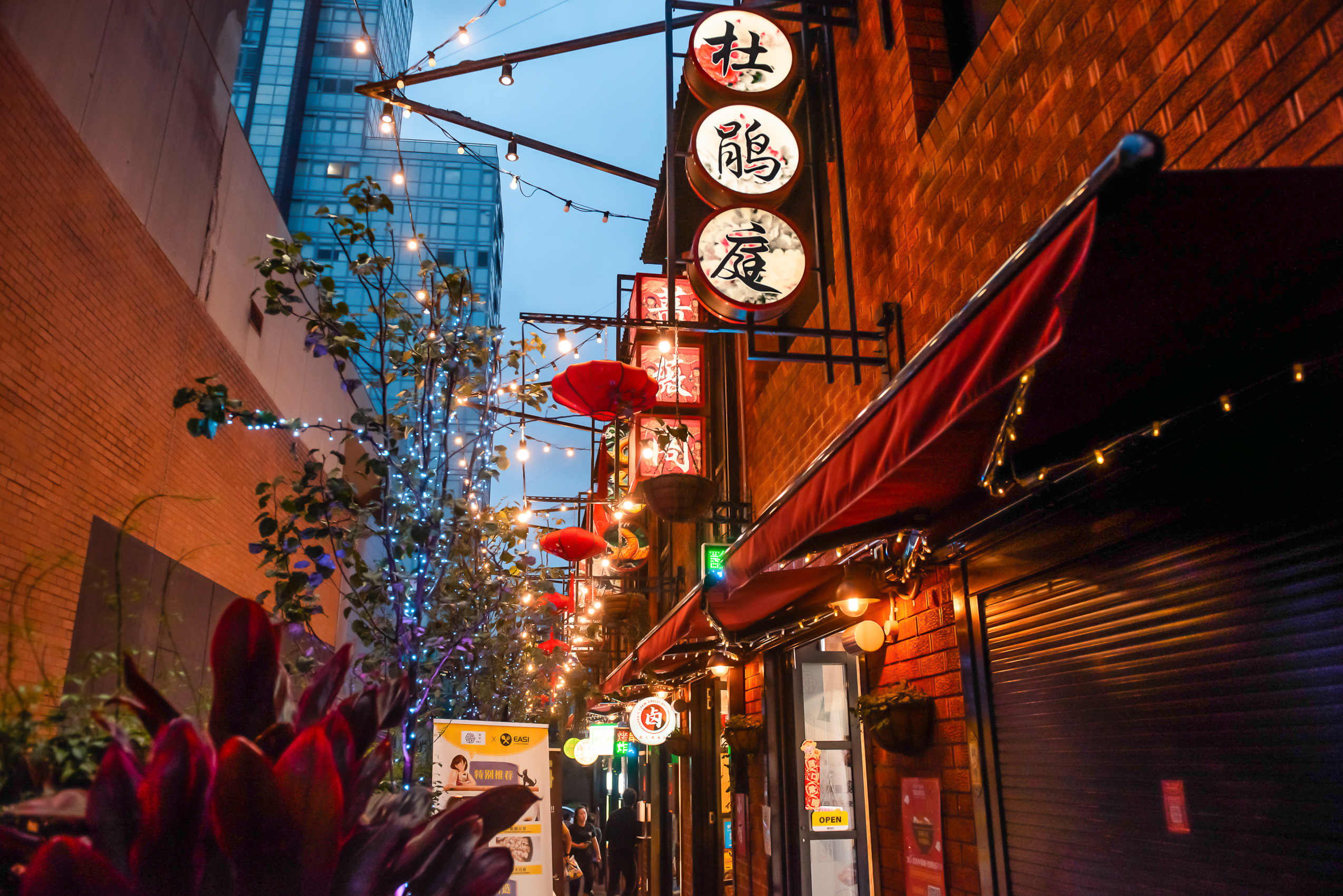
Burwood Chinatown Laneway, Clarendon Place
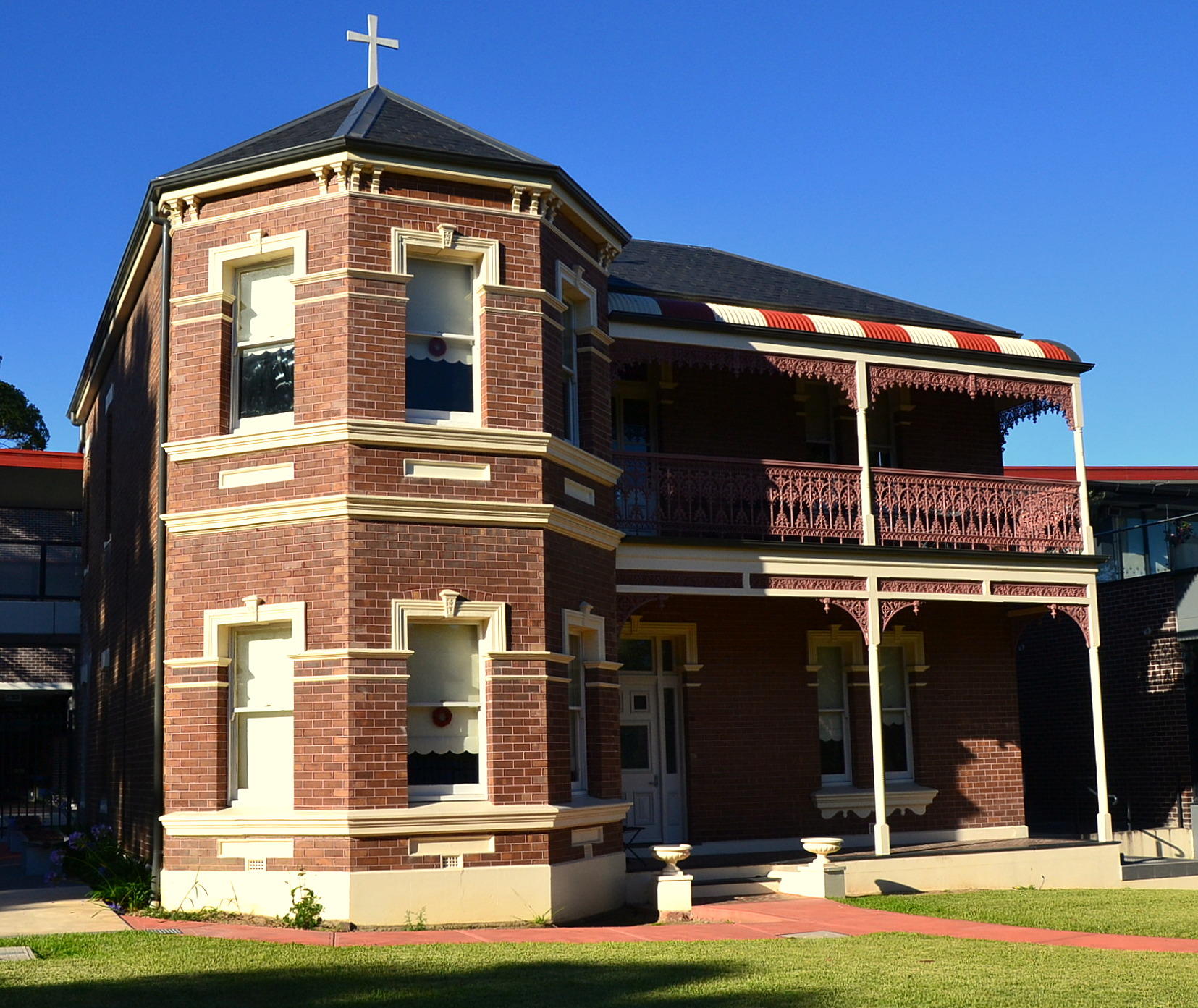
Southern Cross Catholic Vocational College, Comer Street
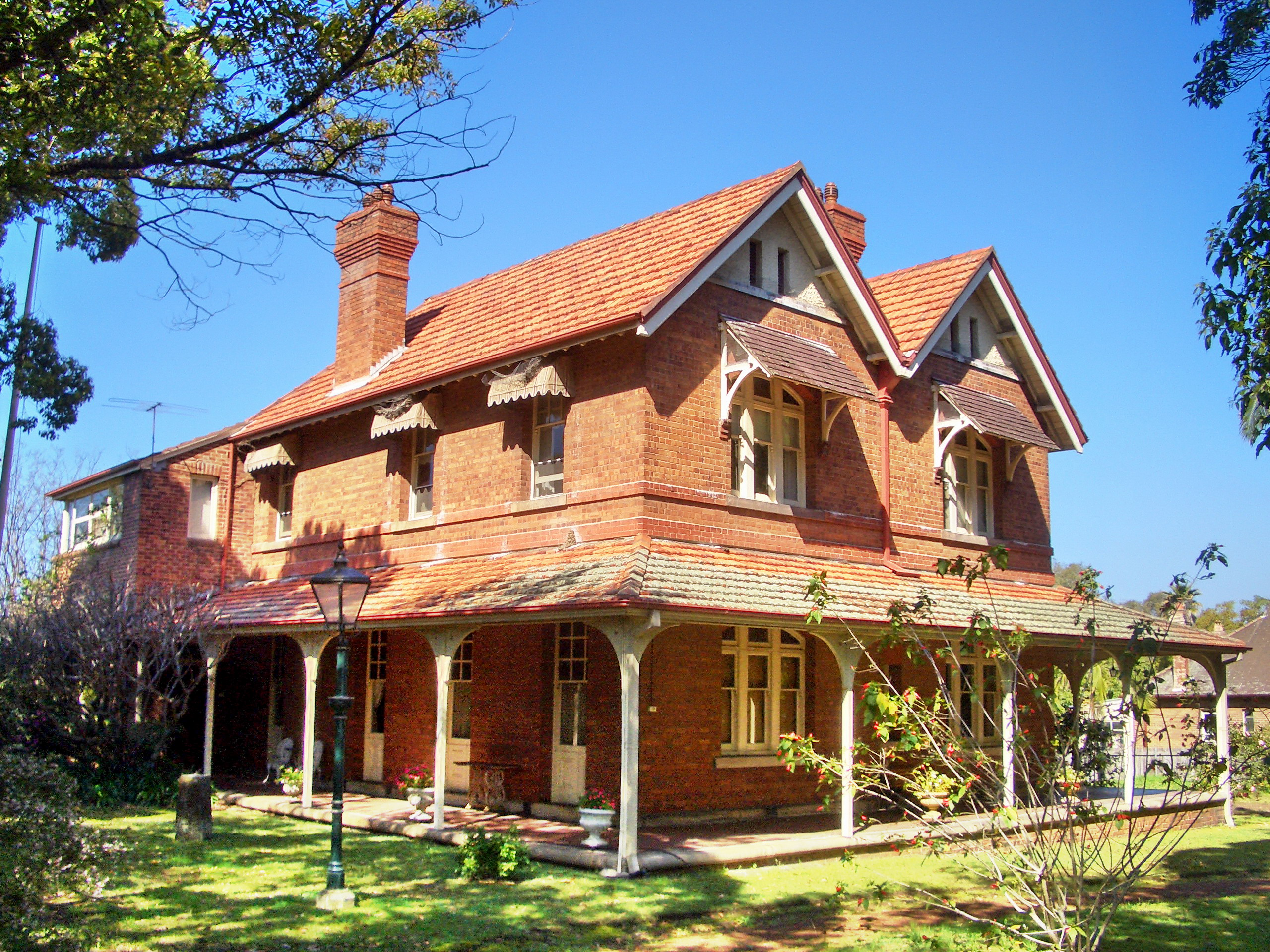
Deolee (c. 1891 ), Burwood Road
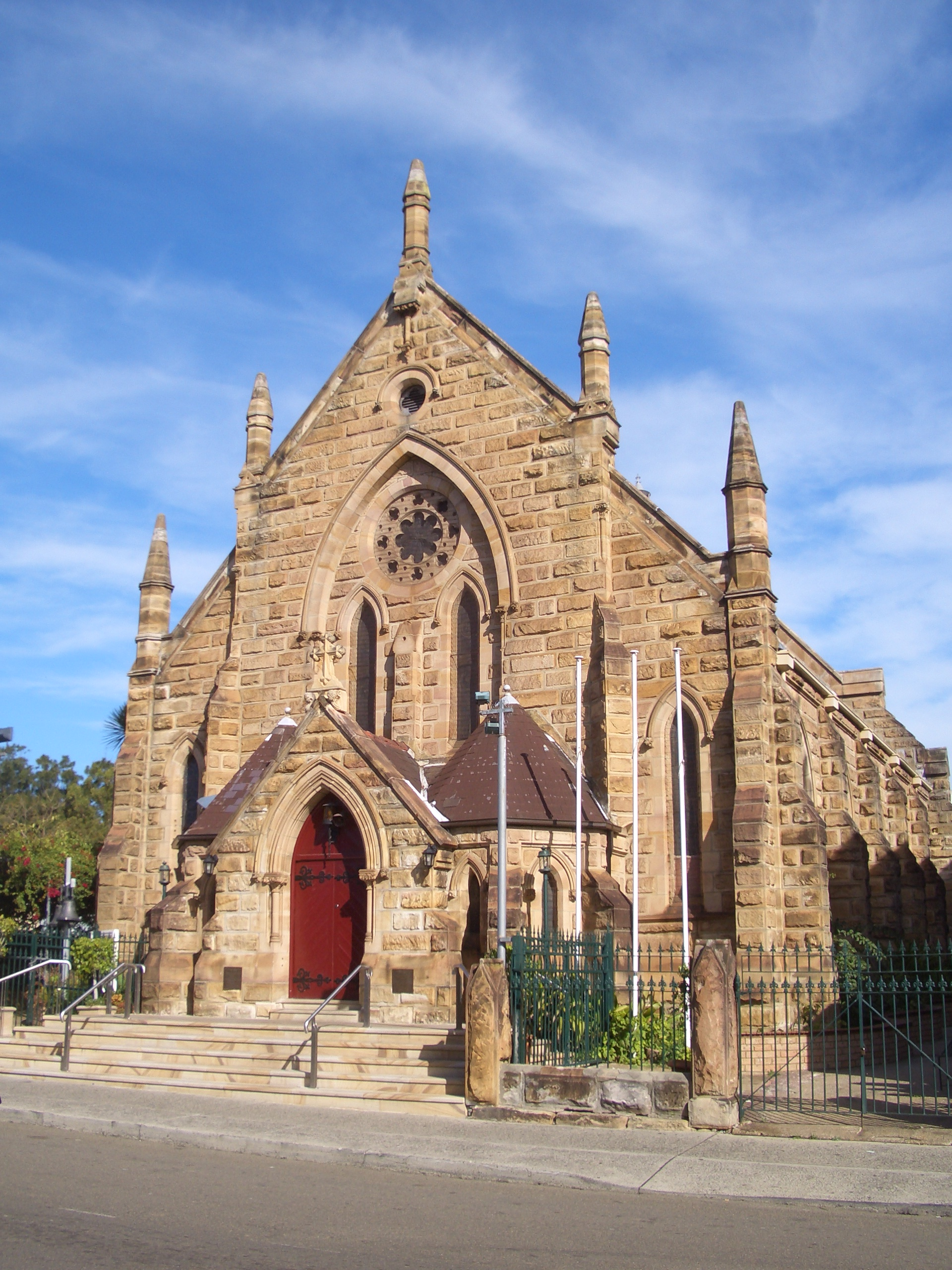
St Nectarios Greek Orthodox Church, Railway Parade
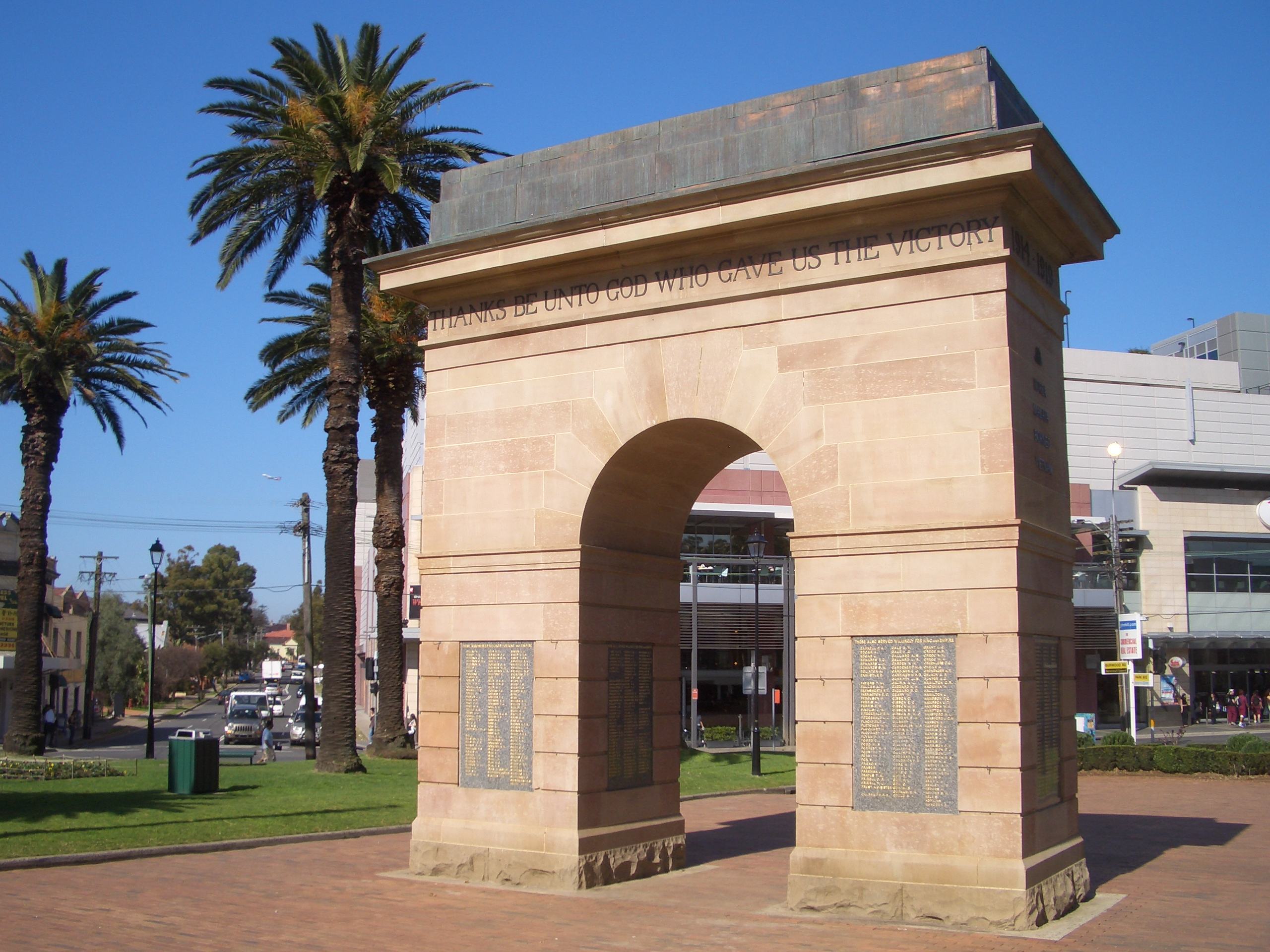
Memorial de guerra en Burwood Park
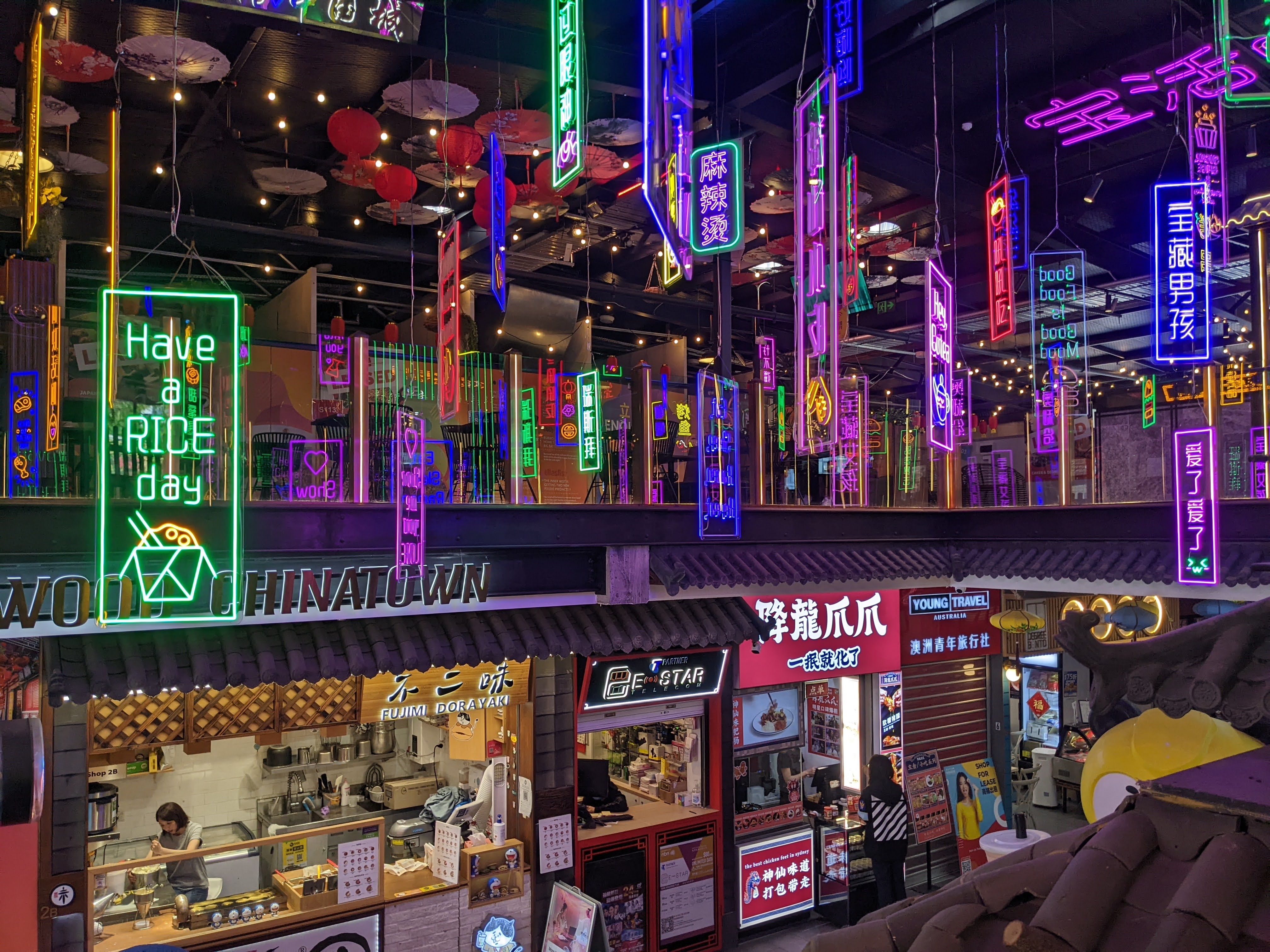
Burwood Chinatown